# ولایت یوشینو

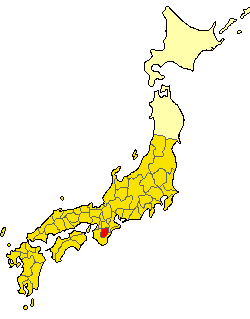

ولایت یاماشیرو (به ژاپنی: 芳野監 Yoshino-gen) یکی از ولایت‌ها (در حدود ۷۱۶–۷۳۸) در تقسیم‌بندی کشوری قدیم ژاپن بود.